# Franz Krommer
Franz Krommer (txec: František Vincenc Kramář)  (Kamenice, 27 de novembre de 1759 - Viena, 8 de gener de 1831), txec: František Vincenc Kramář, fou un compositor txec de música clàssica.

## Vida i obra
No es té gaire informació de la seva infantesa però sí que se sap que a partir de 1773 estudiava violí i orgue amb el seu oncle, l’organista Antonin Matyáš Kramár, a Turany, on el 1777 va començar a exercir també com a organista de l'església. Aviat, però, començà a viatjar i el 1785 formà part de l’orquestra del comte Karl Styrum-Limburg a Simontornya (Hongria), posteriorment fou mestre de cor i organista a la catedral de Pécs, i director musical del regiment del comte Antal Károly (fins al 1791). El 1795 s'instal·laria a Viena i tres anys després era mestre de capella del duc Ignaz Fuchs. Entrà posteriorment al servei de l'emperador Francesc I, esdevenint el 1810 director de ballets de la cort.
Compongué més de 300 obres seguint l'estil de W.A. Mozart i J. Haydn i fou un dels compositors txecs de més èxit a la capital austríaca, gràcies a la seva escriptura poc complexa i adaptada a la moda. Dominava la forma fugada, i els seus quartets eren considerats els millors després dels de Haydn, quant a popularitat. Entre la seva producció destaquen les partites per a instruments de vent i especialment els deu grups d'Harmonie-Musik.